# Basílica colegiata de San Martín y Cástulo (Landshut)
La iglesia parroquial y colegiata de San Martín y Castulo de Landshut (en alemán: Stadtpfarr- Kollegiatstiftskirche St. Martin und Kastulus), conocida simplemente como iglesia de San Martín, es una destacada iglesia medieval alemana. La iglesia de San Martín, junto con el castillo de Trausnitz y la celebración del festejo histórico de La Boda de Landshut, son los principales lugares y eventos históricos de interés de Landshut. Con una altura de 130,6 m, esta iglesia gótica de ladrillo es la iglesia más alta de Baviera y es también el edificio (e iglesia) de ladrillo sin soportes de acero más alto del mundo, y la segunda estructura de ladrillo más alta del mundo (después de la chimenea de la fundición Anaconda Smelter Stack, en Montana).

## Historia
En el año 1204, el duque Luis I de Baviera fundó la ciudad de Landshut. Estableció el castillo de Trausnitz y construyó una pequeña iglesia en el lugar que hoy ocupa la iglesia de San Martín. Las excavaciones en 1980, de hecho, revelaron los cimientos de una basílica de estilo románico tardío, con tres naves de unos 50 metros de largo por 27 de ancho. Con el voraz incendio que arrasó la ciudad en 1340, se levantó la calzada cerca de tres metros. Tenía que servir para la reconstrucción de la iglesia, que se inició en estilo gótico en 1389, viendo una sucesión de cinco arquitectos en tres fases distintas. Llevó cerca de 110 años terminar el edificio, incluyendo 55 años pasados sólo para la construcción de la torre. Fue finalmente consagrada a San Martín de Tours en 1500.
La primera fase comienza alrededor de 1389 (no se sabe la fecha exacta, pero la fábrica aparece ya anotada en las crónicas de ciudad en 1392) con un proyecto de Hans Krumenauer, comenzado desde cero mediante la implantación de 5.000 pilotes de madera. La planimetria generada vinculará después a los constructores sucesivos. Krumenauer erigió en 1400 el coro y la parte oriental de la nave con la Magdalenenkapelle (Capilla de la Magdalena), pero abandonó el proyecto en 1405, tras su nombramiento como arquitecto en la construcción de la catedral de Passau.
En 1406, será nombrado como nuevo arquitecto de la Colegiata Hans von Burghausen (en realidad Hanns Purghauser). Concebirá un proyecto de fachada de acuerdo siguiendo una arquitectura de sala sobre pilastras octogonales, y comenzó la construcción de los siete tramos orientales de la nave. Después de su muerte, en 1432, fue sucedido por su sobrino Hans Stethaimer que completó los dos tramos finales occidentales y las capillas laterales, y comenzó antes del 1441 la construcción de la famosa torre de ladrillo con las dos capillas laterales: Altdorferkapelle, al norte, y el Baptisterio, al sur. Fallecido Stethaimer alrededor de 1460-1461, la dirección de la obra pasó a Stefan Purghauser, hijo de Hans von Burghausen, que en 1475 cubrió el edificio con una bóveda gótica plana y un techo con altas cumbreras. Hasta 1500, después de más de 100 años de construcción, no se completará la iglesia parroquial de San Martín, con su poderosa torre.
En 1598, a instancias del duque Guillermo V de Baviera, el Capítulo  de San Cástulo fue trasladado desde Moosburg a Landshut, por lo que la iglesia parroquial de San Martín se convirtió en Colegiata, y por lo tanto, en 1604 también se transportaron las reliquias de San Cástulo, que le han valido la elevación a la condición de basílica menor en 2001 por el papa Juan Pablo II.

## Características
La iglesia fue construida enteramente con ladrillo y mortero. En sus cimientos se usaron cinco mil estacas de madera. Las estacas se encuentran completamente en el agua subterránea, con el fin de retrasar la putrefacción causada por las bacterias. Con una altura de 130,6 m, la torre de la iglesia es considerada como el edificio de ladrillo más alto del mundo, superando a la Iglesia de Nuestra Señora de Brujas, en Bélgica, por 8,6 m. 
La iglesia está construida en estilo gótico, como manifiesta la forma puntiaguda de sus ventanas y arcos.
La cruz del codo del coro de 1495 tiene una longitud total de 8 m. El crucifijo es uno de los más grandes del periodo gótico tardío. El cuerpo fue tallado en un tronco de limonero y tiene una longitud de 5,80 m y un brazo de una anchura de 5,40 m. Hecho por Michael Erhard, fue instalado en 1495.
Otras obras de arte importantes en la iglesia son el altar, el púlpito hexagonal tallado en un únicobloque de piedra, y la "corona rosa/anillo de Madonna" (de alrededor de 1520), creado por Hans Leinberger y considerado una de sus más importantes obras de arte.

## Galería

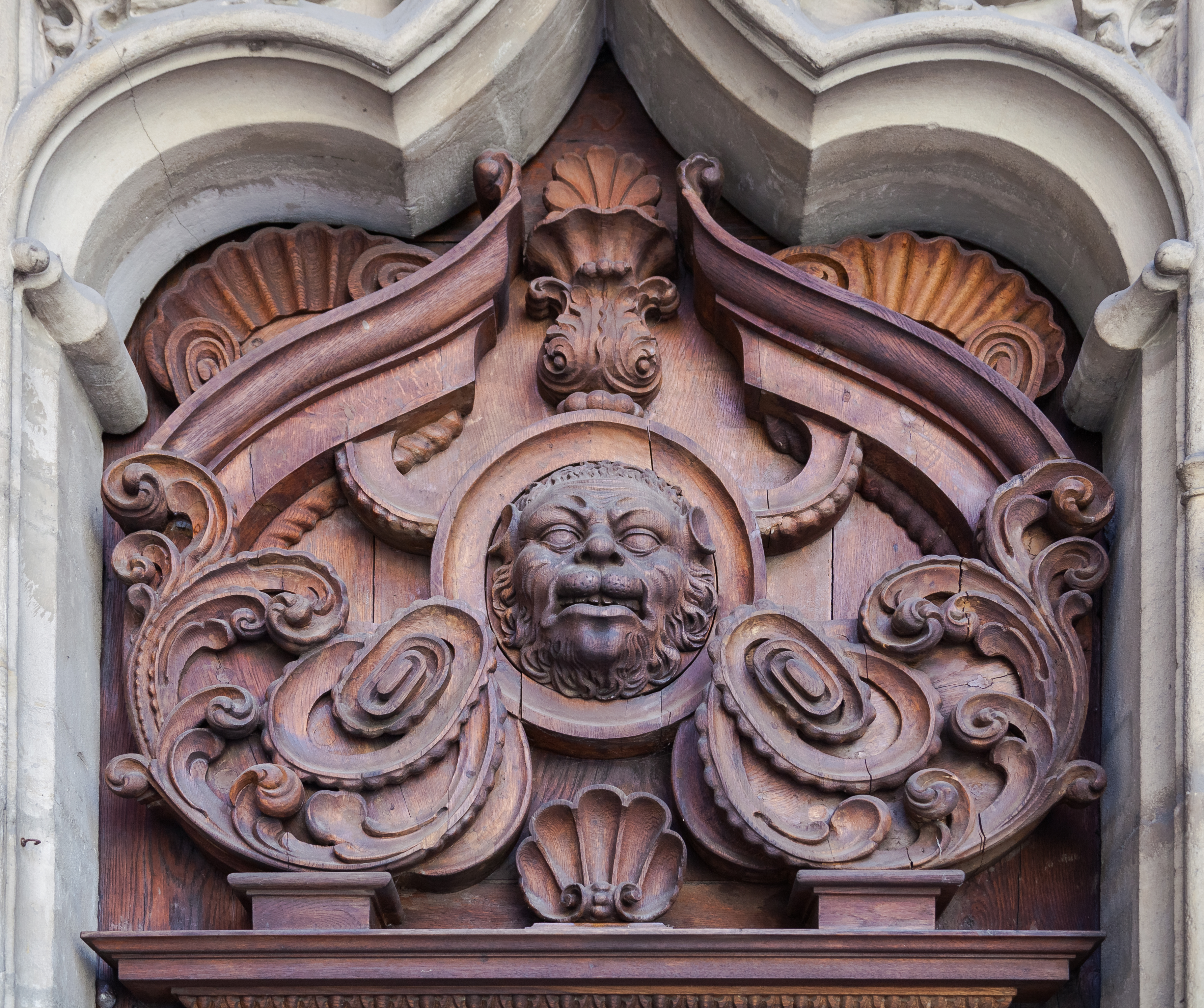
Detalle de talla de madera en el portal mayor occidental.
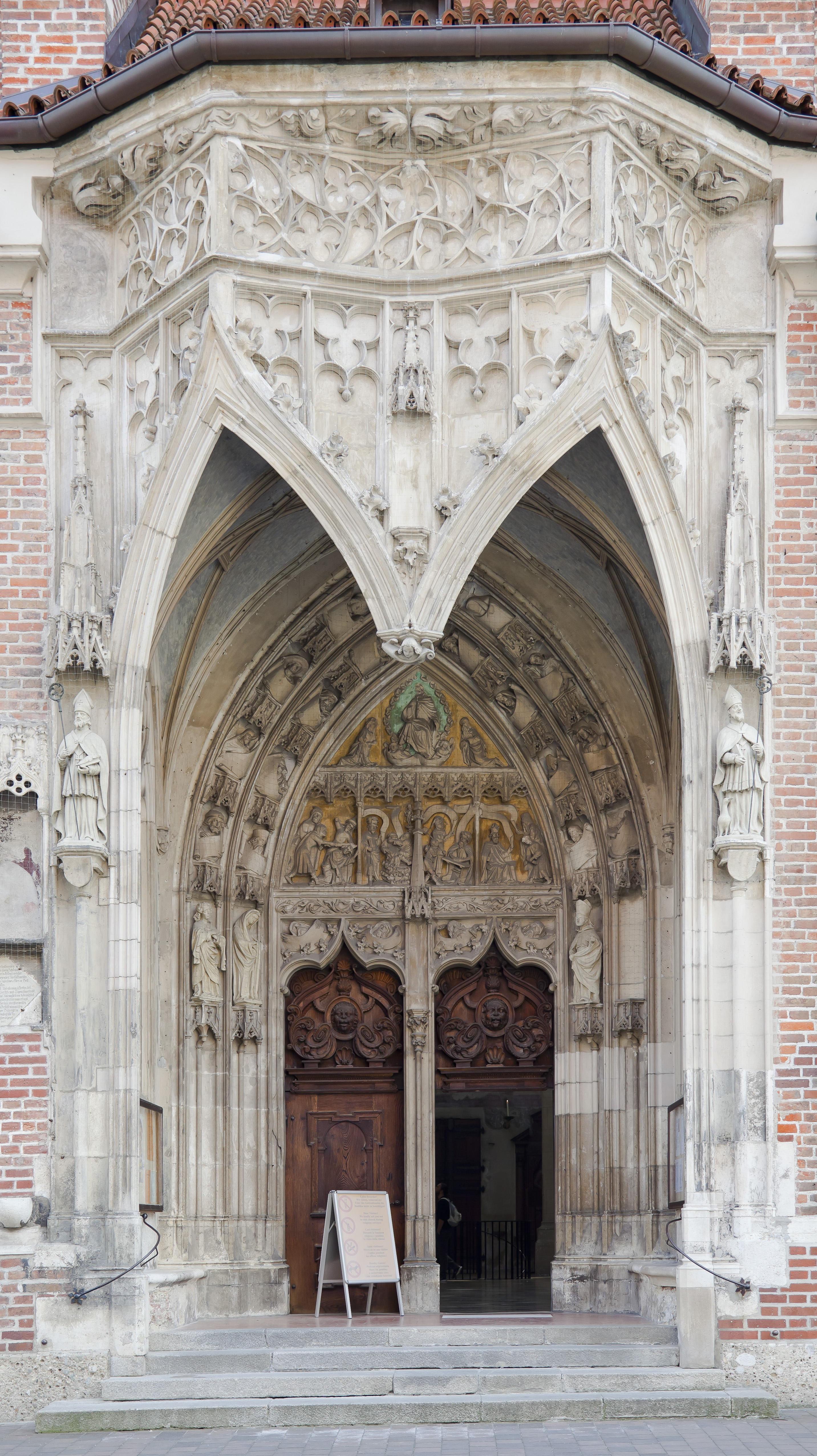
El portal mayor occidental.
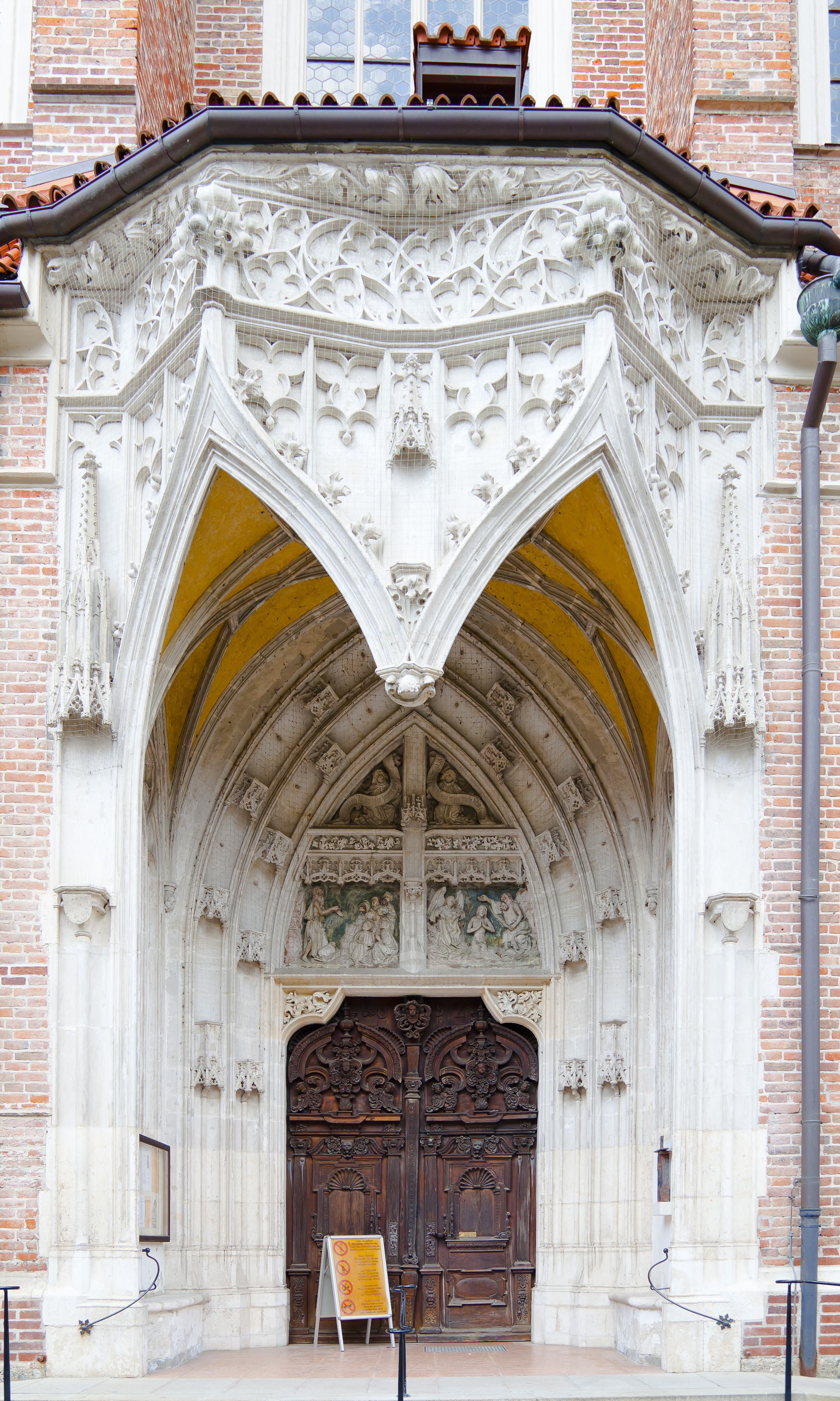
El portal Bauer, suroeste.
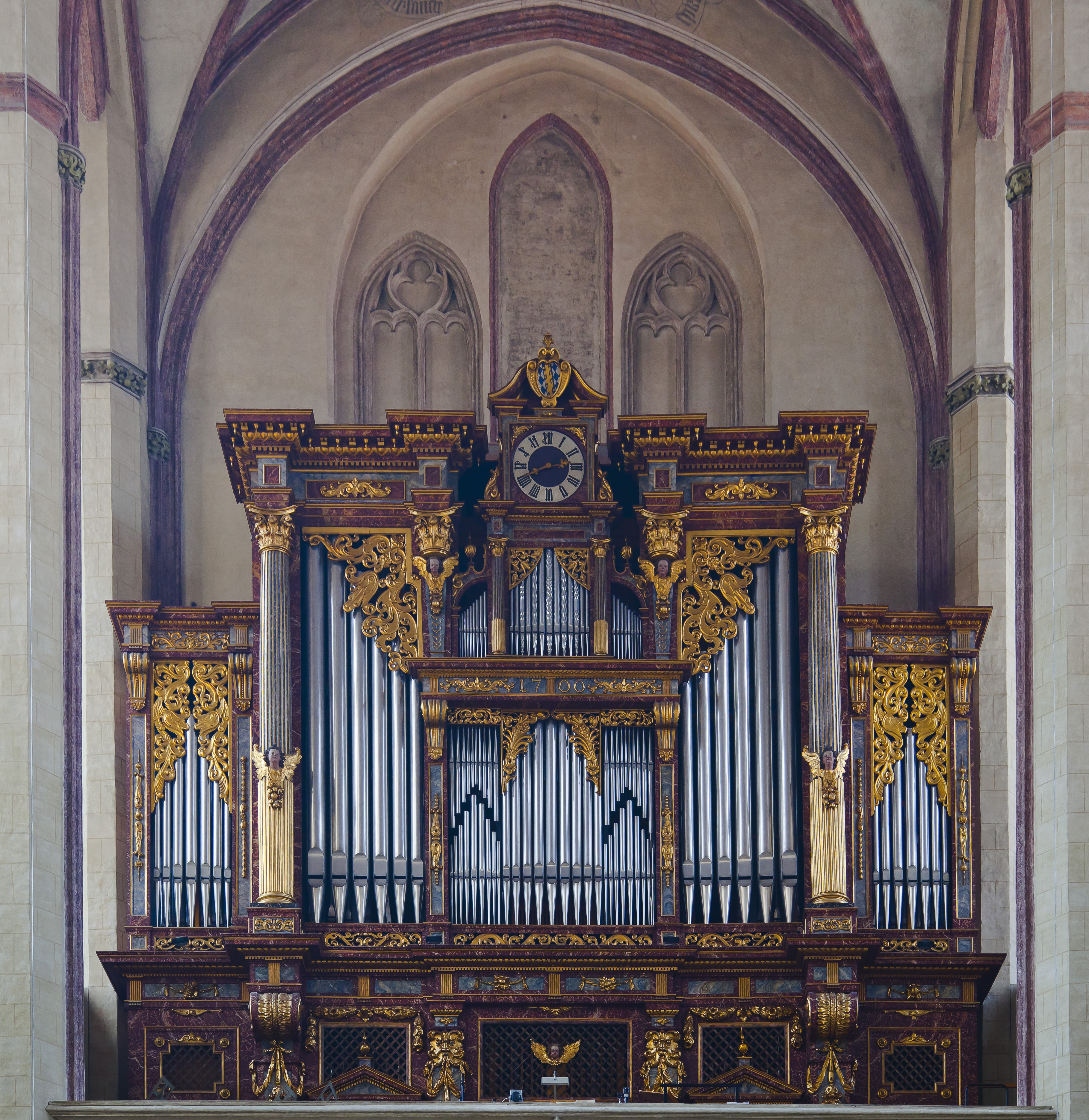
Vista del órgano.
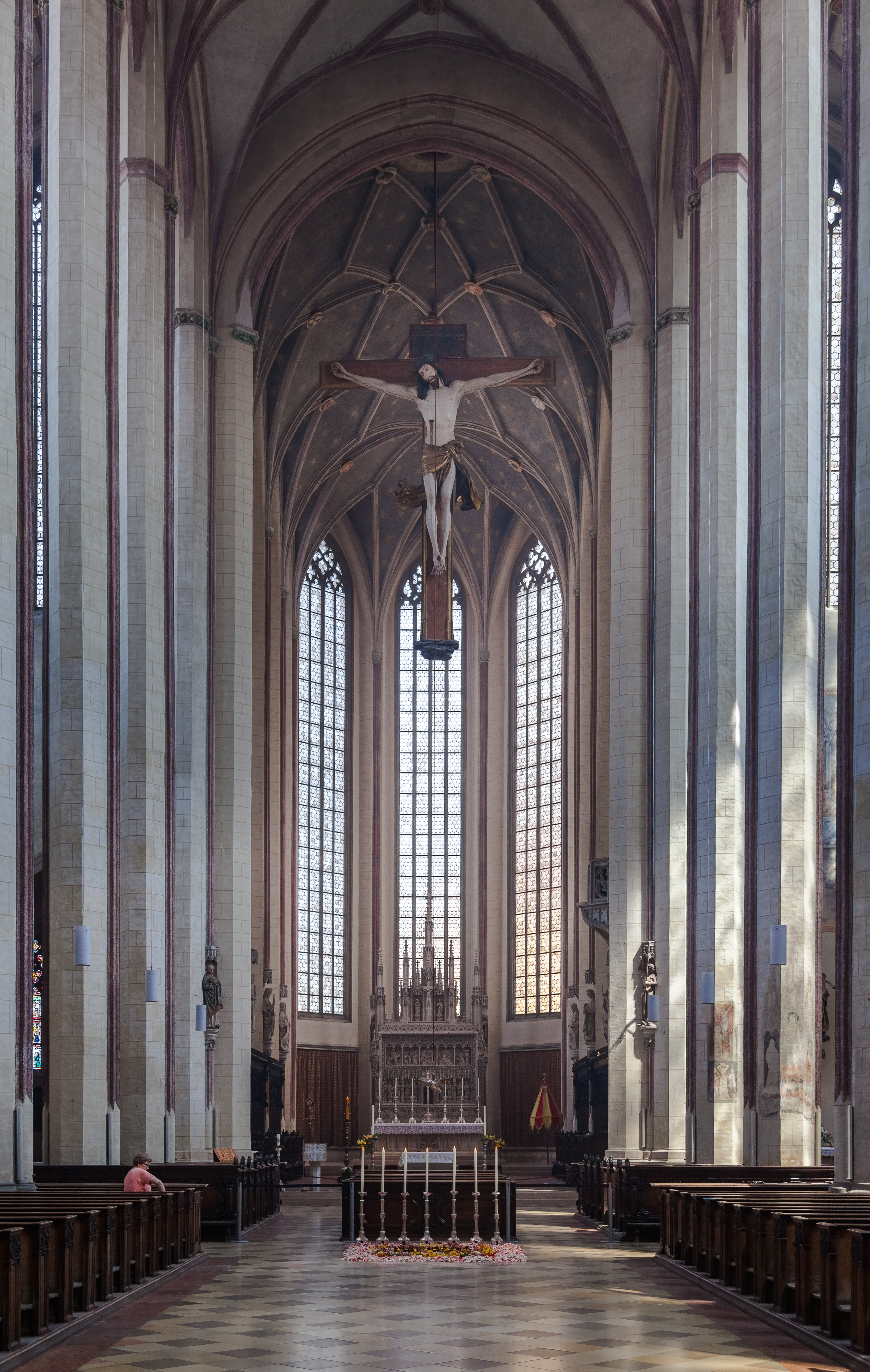
Vista interior del coro.
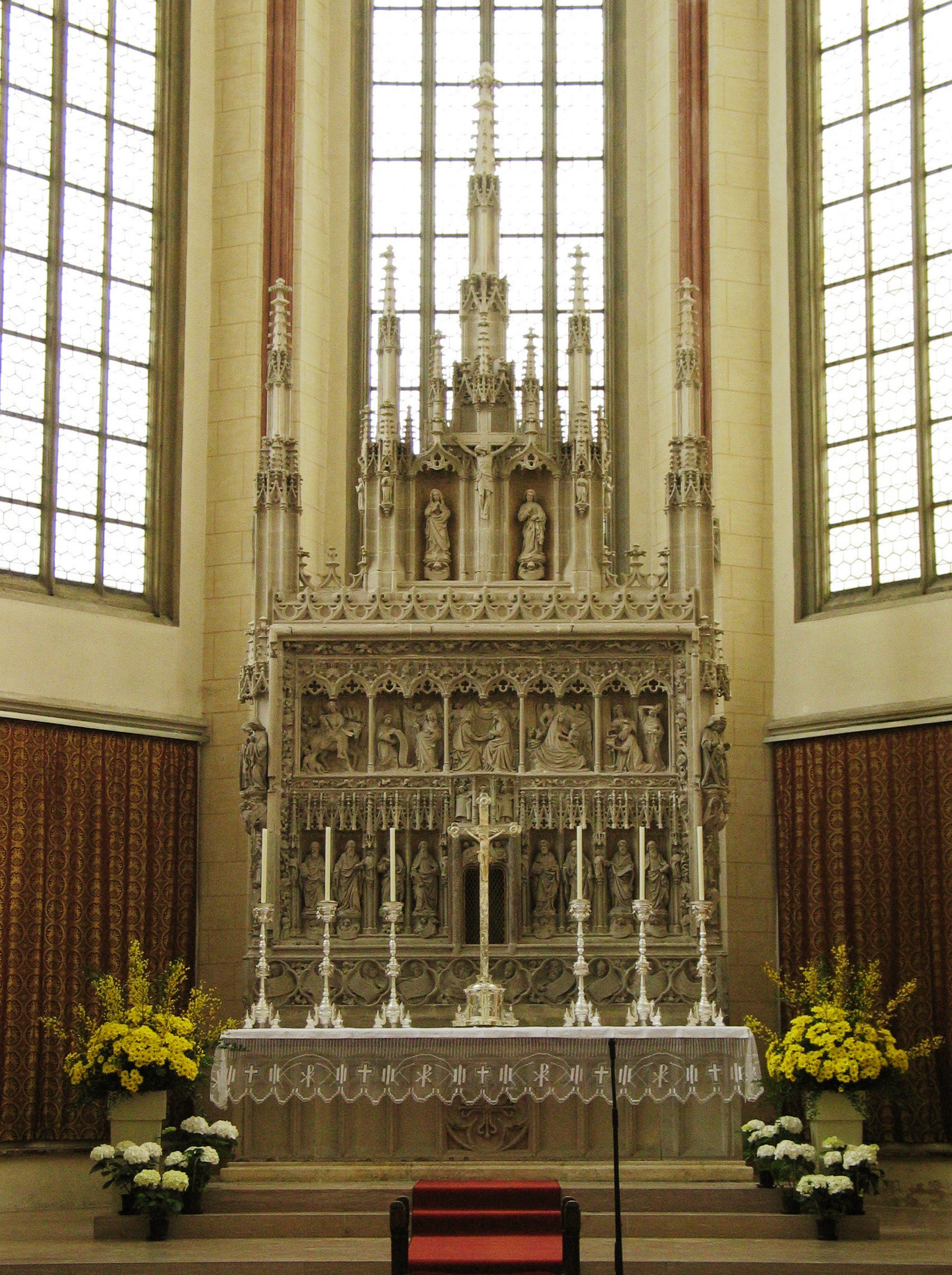
El altar mayor de 1424.
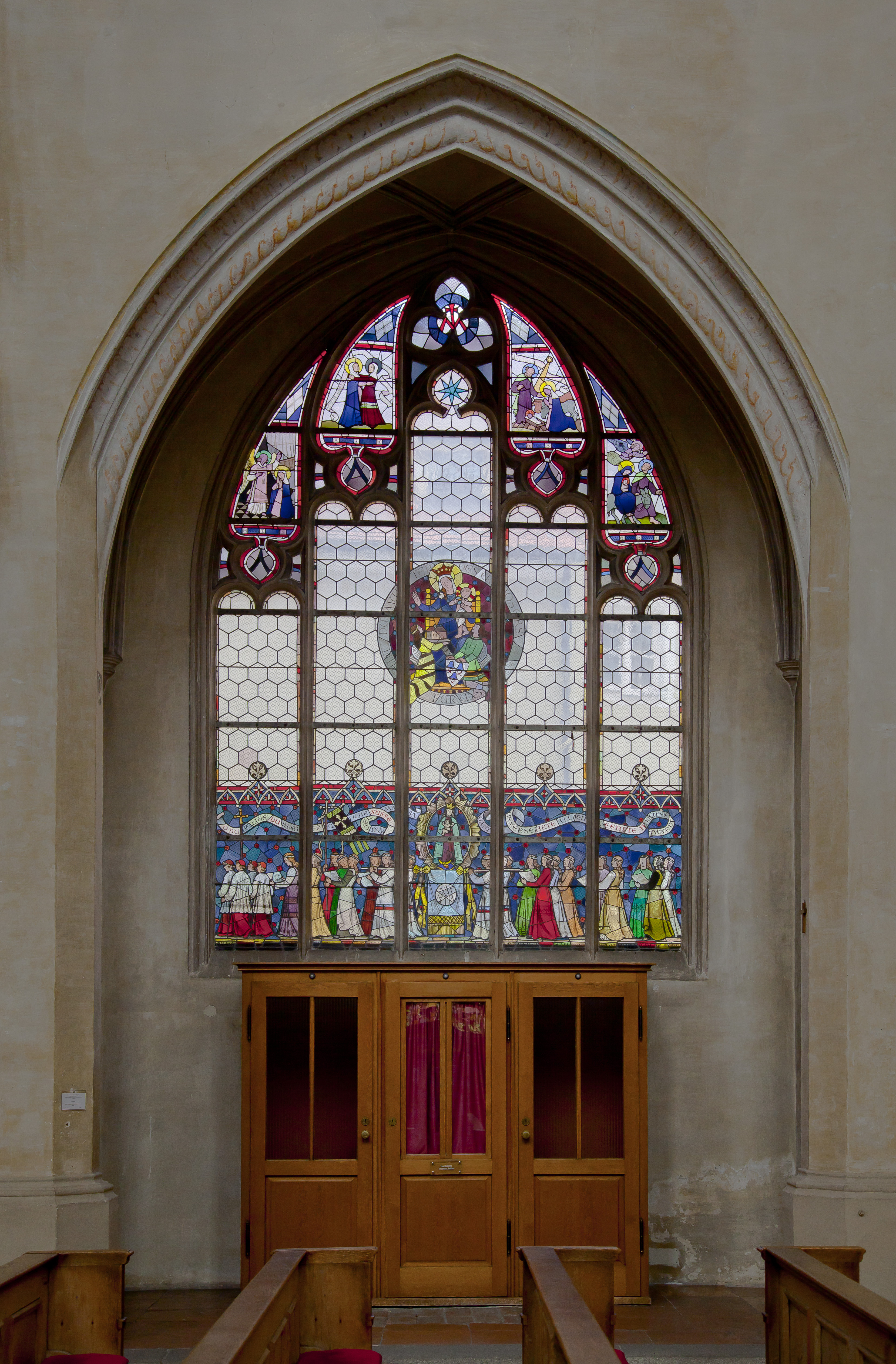
Confesionarios y vidriera.
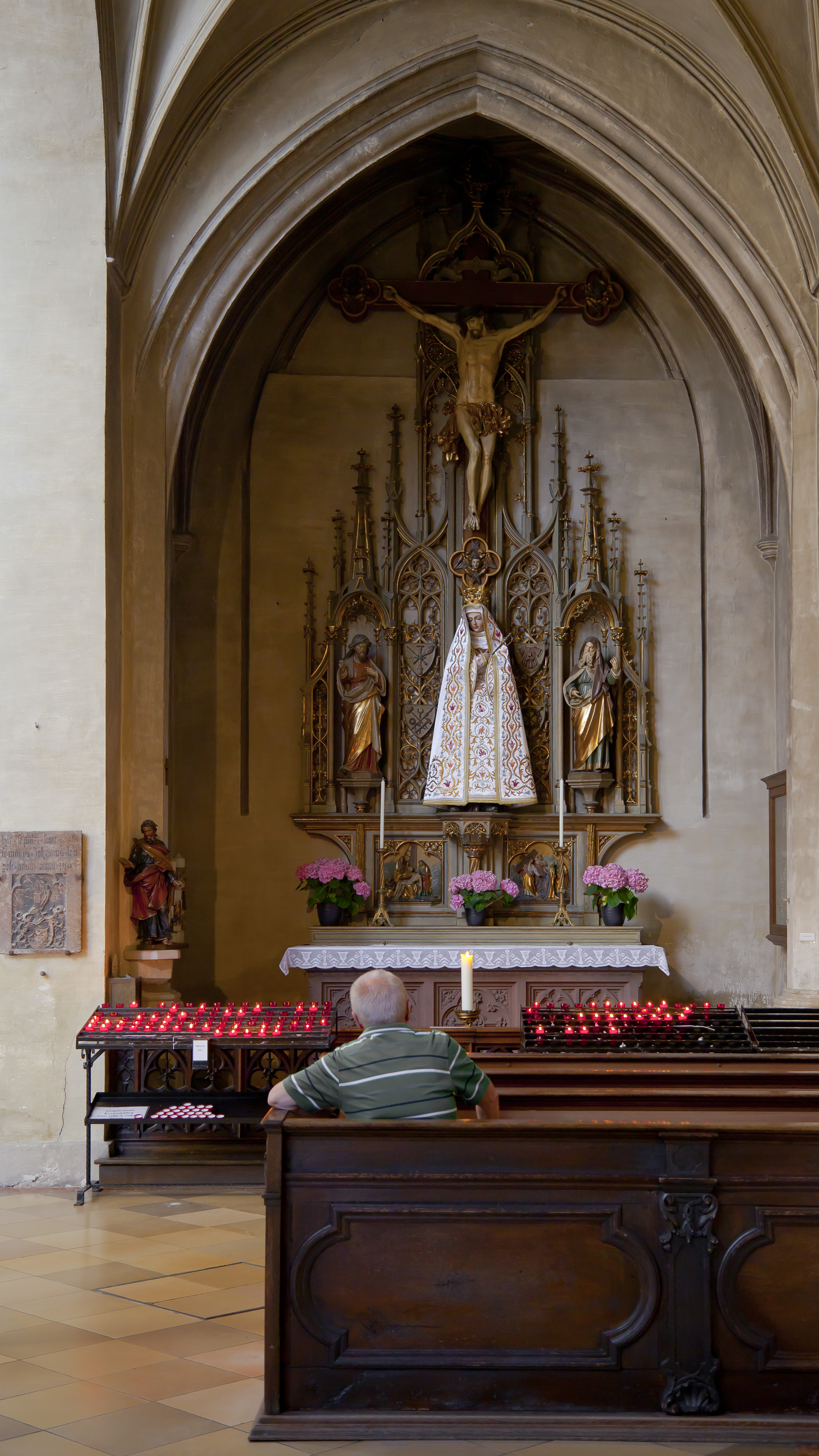
Capilla.
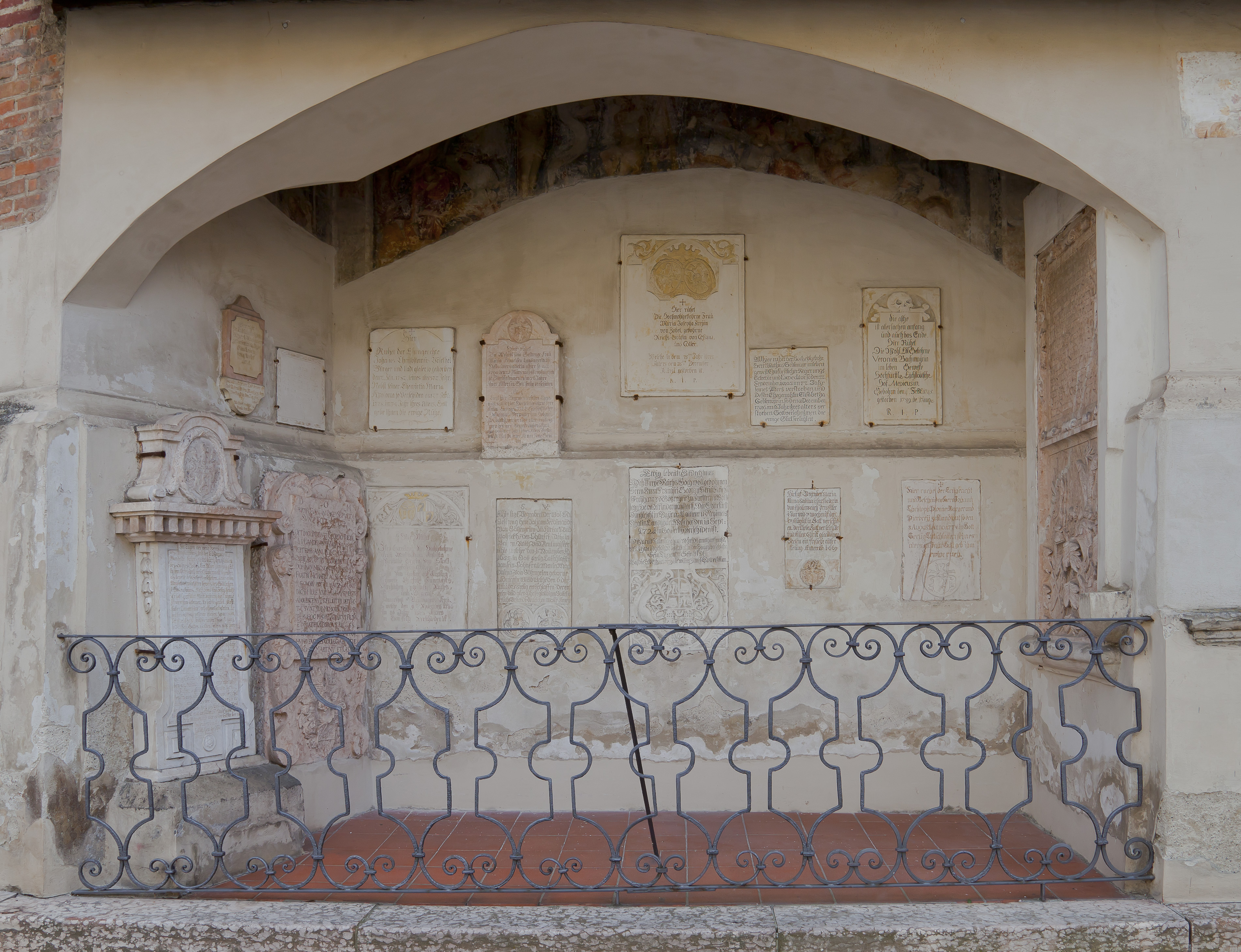
Monumento en las paredes de la iglesia.
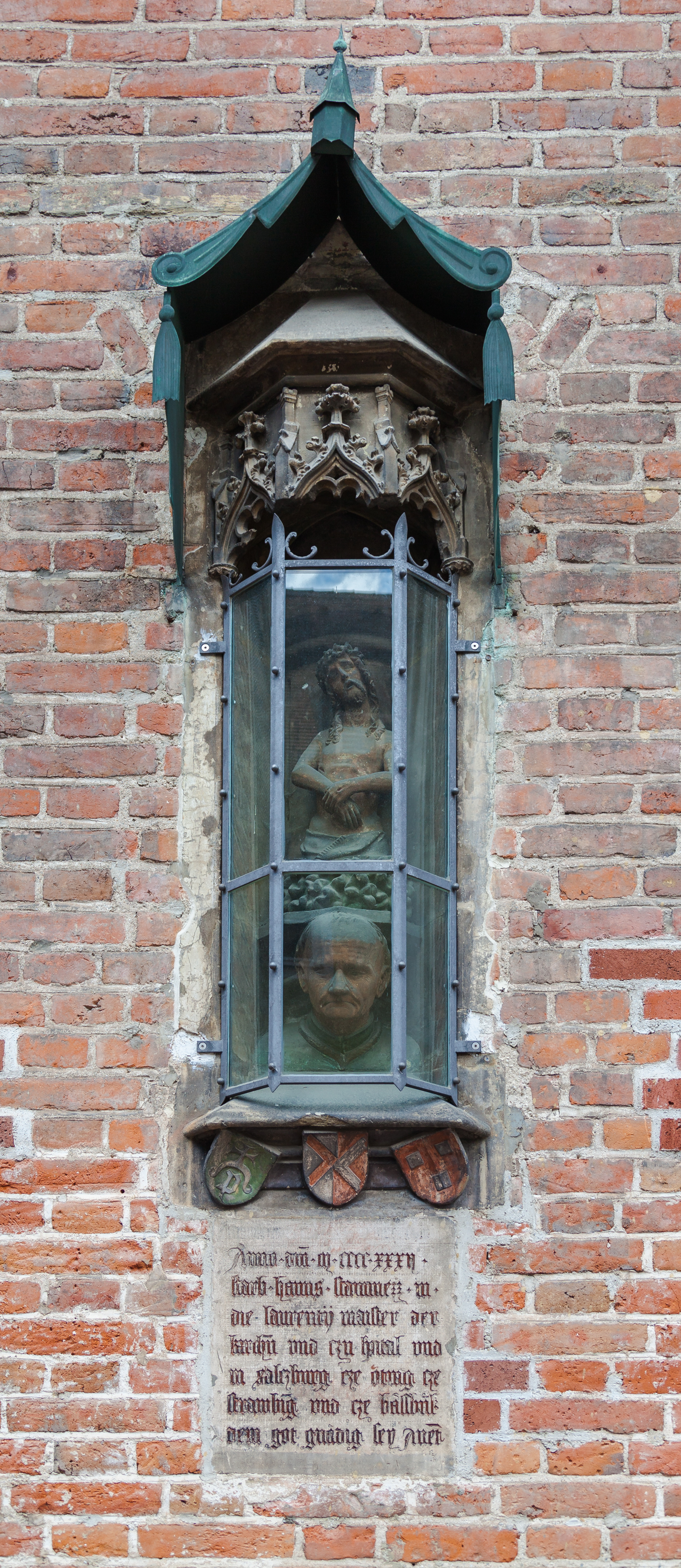
Imagen en la pared exterior.
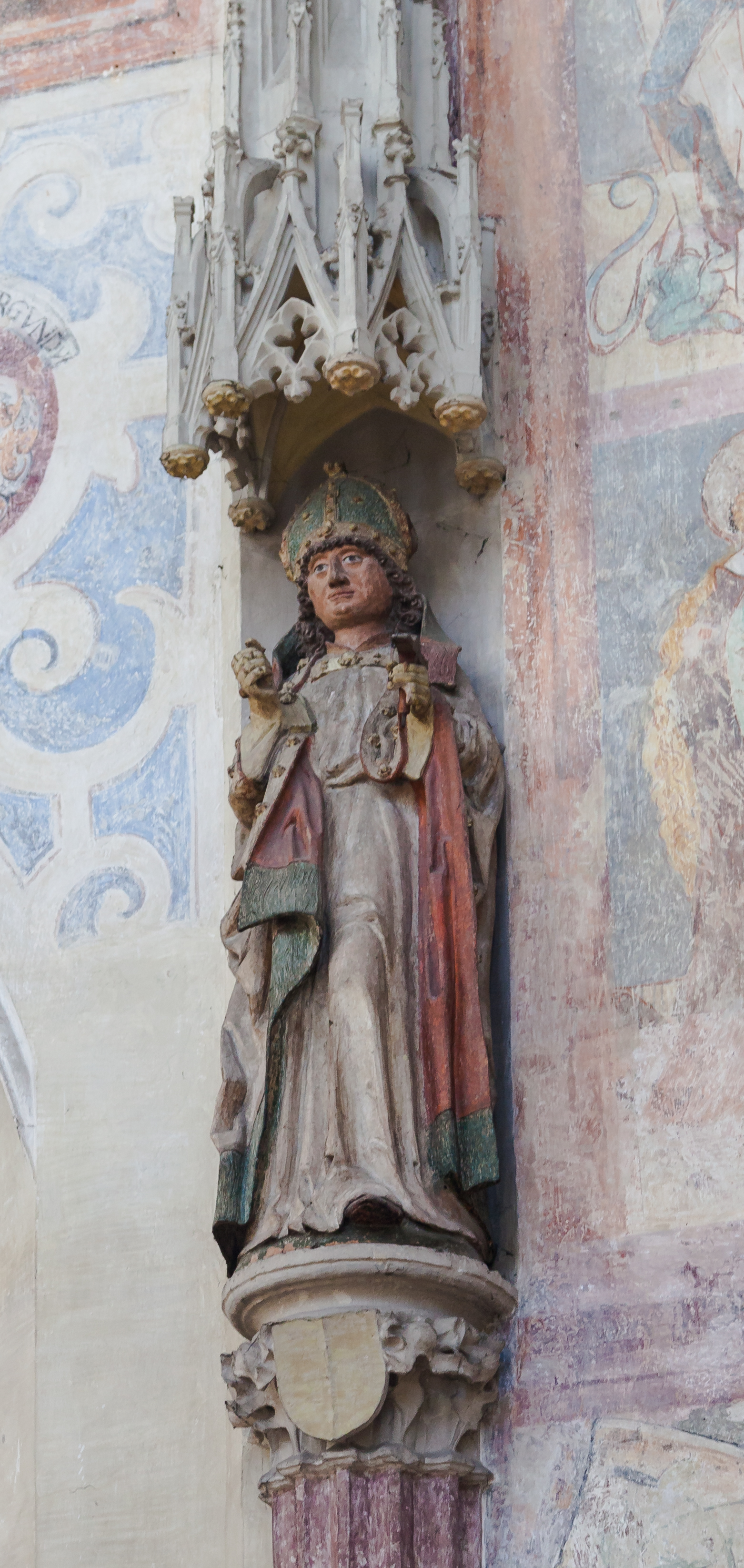
Estatua en el interior del templo.
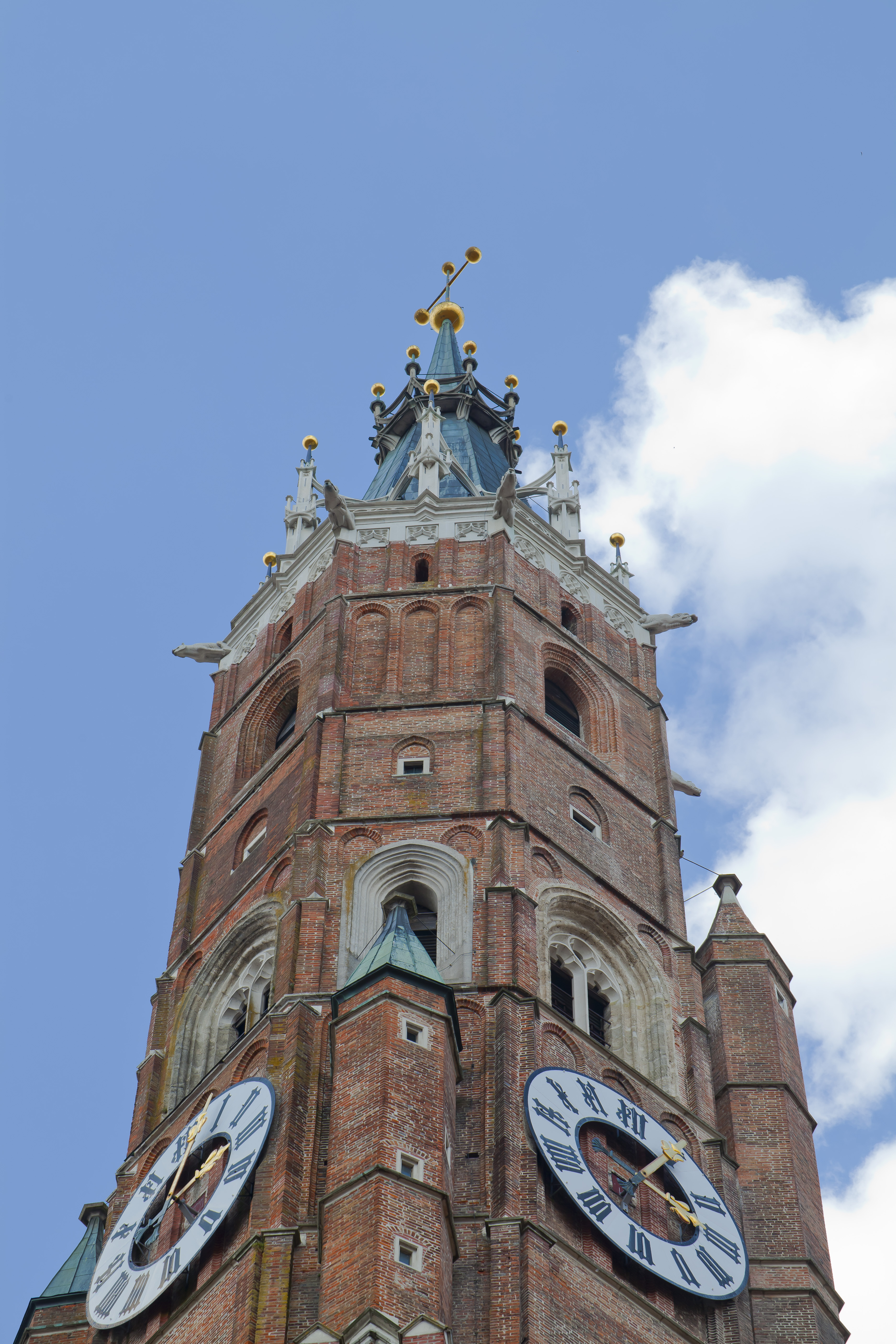
Vista inferior de la torre.